# Barbara Cramm
Barbara Cramm (* 19. Juni 1966 in Stolzenau, Niedersachsen) ist eine deutsche Opernsängerin (Mezzosopran).

## Leben
Barbara Cramm, geboren in Norddeutschland und aufgewachsen im Rheinland, studierte nach dem Abitur zunächst Musikwissenschaft, Romanistik und Germanistik an der Universität Bonn. Von 1988 bis 1995 folgte dann an der Hochschule für Musik Detmold ihr Studium der Schulmusik (Lehramt für Sek II mit Hauptfach Violine) und Operngesang bei Artur Janzen und Gabriella Lichter-Maxande. Meisterkurse besuchte sie u. a. bei Kurt Widmer, Thomas Quasthoff und Sena Jurinac.
Sie debütierte in der Spielzeit 1995/96 mit Mozarts „Gärtnerin aus Liebe“ (Arminda) am Luzerner Theater. Es folgten Festengagements am Theater Regensburg (Spielzeit 1996/97), an den Städtischen Bühnen Krefeld-Mönchengladbach (1997–2004) und am Staatstheater Kassel (2004–2007). Sie sang vor allem Rollen des lyrischen bis jugendlich-dramatischen Sopranfachs sowie zahlreiche Operetten und klassische Musicals. Gastverträge führten sie an verschiedene andere Theater, wie die Kölner Oper, die Stuttgarter Oper, die Theater in Oldenburg, Heidelberg, Pforzheim u. a. Sie arbeitete mit Regisseuren wie Stefan Herheim, in dessen erster „Zauberflöte“ sie die Pamina in Oldenburg war, und sang mit Kollegen wie Stefan Vinke, Andreas Schager und Eva-Maria Westbroek.
Seit 2007 ist sie als freischaffende Sängerin und Musikpädagogin in Thüringen ansässig. Eine enge Zusammenarbeit verbindet sie mit Juri Gilbo und dessen Russischer Kammerphilharmonie St. Petersburg, Gunther Emmerlich, René Kollo und Jens Goldhardt.
Barbara Cramm lebt mit Mann und Sohn (geb. 2008) in Weimar.